# Éric Huet
Pour les articles homonymes, voir Huet.
Éric Huet, né le 24 septembre 1970 à Saumur, est un journaliste, commentateur sportif.

## Carrière
Il commente les matchs de Premier League sur Canal+ Sport. À la suite de la perte de la Premier League, Eric Huet commente la Ligue 2 avec Jean-Luc Arribart.
En juin 2018, Éric Huet quitte Canal+ pour RMC Sport pour commenter la Premier League, la Ligue des champions et la Ligue Europa. Il commente des rencontres de ces compétitions au côté de Rio Mavuba. En 2019, il commente notamment la finale de la Ligue des champions et de la Ligue Europa sur RMC Sport 1. Durant la saison 2019-2020, il continue de commenter la Premier League et les coupes d'europe sur RMC Sport, dont notamment les matchs du Paris Saint-Germain en Ligue des Champions aux côtés d'Éric Di Meco.
En 2020, il quitte RMC Sport et rejoint Téléfoot, la nouvelle chaîne du groupe Mediapro, détenteur des droits de diffusion de la majorité des rencontres de Ligue 1 et Ligue 2 pour la période 2020-2024 et co-diffuseur des coupes d'europe en 2020-2021.
Lors de la saison 2021-2022 de Ligue 2, il commente les matchs du multiplex du samedi à 19 heures sur la chaîne L'Equipe.
Il est supporteur de l'AS Monaco depuis ses 8 ans.